# 青年动画制作者育成计划
青年动画制作者育成计划（日语：若手アニメーター育成プロジェクト），是日本动画制作者协会（JAniCA）受日本文化厅委托，自2010年开始实施的动画制作者的人才培养事业。2010年首年筹办的项目称为“PROJECT A”，2011年筹办的项目称为“动画未来”（日语：アニメミライ），2012年筹办的项目称为“动画未来2013”（日语：アニメミライ2013）。

## 事业成果

### PROJECT A（2010年度）
- 作品名 《绊一击》（日语：キズナ一撃）
- テレコム・アニメーションフィルム（日语：テレコム・アニメーションフィルム） 作品名 《爷爷的煤油灯》（日语：おぢいさんのランプ）
- P.A. Works 作品名 《万能野菜 Ninninman》（日语：万能野菜 ニンニンマン）
- Production I.G 作品名 《橱柜童子》（日语：たんすわらし。）

### 动画未来2012（2011年度）
- テレコム・アニメーションフィルム 作品名 《BUTA》
- Production I.G 作品名 《勿忘蛛》（日语：わすれなぐも）
- 白組 作品名 《视而不见》（日语：しらんぷり）
- 作品名 《浮浮啾啾》（日语：ぷかぷかジュジュ）

### 动画未来2013（2012年度）
- GONZO 《龍 -RYO-（日语：龍 -RYO-）》
- TRIGGER《小魔女学园》（日语：リトル・ウィッチ・アカデミア）
- ZEXCS《Arve Rezzle 机器化的妖精们》
- Madhouse《死亡台球》（デス·ビリヤード）

### 动画未来2014（2013年度）
- 六花工作室、ULTRA SUPER PICTURES

作品名 《阿茹茉妮》 （日语：アルモニ）
- A-1 Pictures

作品名 《一年级大个子二年级小个子》（日语：大きい 1 年生と小さな 2 年生）
- 新銳動畫

作品名 《帕罗的未来岛》 （日语：パロルのみらい島）
- STUDIO 4℃

作品名 （日语：黒の栖 - クロノス -）

### 动画未来2015（2014年度）
- J.C.STAFF 作品名 《秋之鼓點（日语：アキの奏で）》
- Synergy SP 作品名 《喜來來》（日语：ハッピーカムカム）
- STUDIO DEEN 作品名 《音樂少女》（日语：音楽少女）
- 手塚Production 作品名 《紅美與鬱金香》（日语：クミとチューリップ）